# 石橋信夫
石橋 信夫（いしばし のぶお、1921年9月9日 - 2003年2月21日）は、日本の実業家。大和ハウス工業の創業者で、元社長・会長。奈良県吉野郡川上村出身。

## 略歴
- 1921年（大正10年） - 奈良県吉野郡川上村に生まれる。
- 1939年（昭和14年） - 奈良県立吉野林業学校 (後の奈良県立吉野林業高等学校) 卒業後、満州営林庁敦化営林署勤務。
- 1942年（昭和17年） - 前橋陸軍予備士官学校卒業。
- 1943年（昭和18年） - 陸軍少尉、速射砲中隊小隊長[1][2]。
- 1945年（昭和20年） - 陸軍中尉。シベリア抑留。
- 1948年（昭和23年） - 復員。
- 1949年（昭和24年） - 吉野中央木材取締役就任。
- 1955年（昭和30年） - 大和ハウス工業を設立。常務取締役就任。
- 1963年（昭和38年） - 大和ハウス工業代表取締役社長就任。
- 1971年（昭和46年） - 社団法人経済団体連合会理事就任。
- 1978年（昭和53年） - 社団法人プレハブ建築協会会長就任。
- 1979年（昭和54年） - 藍綬褒章受章。
- 1980年（昭和55年） - 大和ハウス工業株式会社代表取締役会長就任。
- 1992年（平成4年） - 大和ハウス工業株式会社代表取締役相談役就任。
- 2003年（平成15年） - 81歳で逝去。従三位勲一等瑞宝章受章。
  - その他には住宅建設業団体協議会会長、社団法人住宅生産団体連合会会長も務めた。

## 逸話
1959年に猪名川で鮎釣りをしていた際、日暮れが迫っているのに子供が帰宅しないのを見かけた。早く帰宅するように声を掛けると、子供達は帰っても勉強部屋も子供部屋も無いと答えた。石橋は戦後の人口増に見合った住宅が普及していないと考え、社員に技術の研究と開発を命じた。そのときに開発されたのが「ミゼットハウス」である。

## 主な著作
- 『新時代を読み勝つ－元気のでる経営語録－』（東洋経済新報社）
- 『不撓不屈の日々 私の履歴書』（日本経済新聞社）
- 『運命の舞台－起伏七十七年－』（ダイヤモンド社）

## 家族
- 息子 - 石橋伸康（1950年 - 、元大和ハウス工業社長、元大和情報サービス代表取締役会長、元ビルド・ア・ベア・ワークショップ代表取締役社長

## 関連人物
- 石橋殾一 - 従兄弟
- 樋口武男 - 現・大和ハウス工業最高顧問
- 松下幸之助 - 非常に親しい付き合い深い人物
- 井植歳男 - 同上
- 永野重雄 - 経営の師匠
- 土倉庄三郎 - 人生の目標

## 関連書籍
- 樋口武男『先の先を読め 複眼経営者「石橋信夫」という生き方』（文春新書）
- 野口均『逆境のリーダー・石橋信夫 大和ハウス工業創業者の壮絶人生と先見の経営』（ダイヤモンド社）